# Механизм Викри — Кларка — Гровса
В теории аукционов, механизм аукциона Викри — Кларка — Гровса (обобщённый аукцион Викри) — это тип многотоварных аукционов закрытой формы. Участники ставят ставки, которые соответствуют их оценкам ценности товаров, не зная ставок других участников.
Аукцион распределяет товары «социально оптимальным» образом (по отношению к участникам аукциона, участник максимально оценивающий товар гарантированно получает его): каждый участник аукциона платит цену равную воздействию его участия на результат аукциона (исходя из того, как его участие воздействует на всех остальных участников) .
Он также создаёт стимулы для участников ставить в качестве ставок свои собственные оценки ценности товара, гарантируя, что оптимальной стратегией для участника будет правдиво сообщать свою оценку ценности товара посредством своей ставки (выставления в качестве ставки свою истинную ценность товара). Это обобщение аукциона Викри для многотоварных аукционов.
Аукцион назван в честь Вильяма Викри, Эдварда Кларка и Теодора Гровса, которые в своих статьях успешно обобщили идею аукциона Викри для случая однотоварного аукциона на случай многотоварного.

## Формальное описание
Определение
Для любого набора продаваемых на аукционе товаров {\displaystyle M=\{t_{1},\ldots ,t_{m}\}} и набора участников {\displaystyle N=\{b_{1},\ldots ,b_{n}\}}, пусть {\displaystyle V_{N}^{M}} — это «общественная выгода» (в качестве «общества» выступает множество участников) от результата VCG-аукциона при данном наборе ставок. Для участника {\displaystyle b_{i}} и товара {\displaystyle t_{j}} ставкой участника будет {\displaystyle v_{i}(t_{j})}.
Назначение победителя
Участник {\displaystyle b_{i}}, чья ставка для товара {\displaystyle t_{j}}, а именно {\displaystyle v_{i}(t_{j})}, является максимальной среди участников, выигрывает аукцион, но платит {\displaystyle V_{N\setminus \{b_{i}\}}^{M}-V_{N\setminus \{b_{i}\}}^{M\setminus \{t_{j}\}}} что равно размеру неполученной выгоды оставшихся участников от его выигрыша (сам выигрыш определён остальными участниками).
Объяснение (интуиция)
Множество участников-конкурентов для {\displaystyle b_{i}} определяются следующим образом: {\displaystyle N\setminus \{b_{i}\}}. Когда товар {\displaystyle t_{j}} доступен для конкурентов, они могут достичь благосостояния {\displaystyle V_{N\setminus \{b_{i}\}}^{M}}. Выигрыш товара участником {\displaystyle b_{i}} уменьшает набор доступных товаров до {\displaystyle M\setminus \{t_{j}\}}, но всё ещё достижимым является благосостояние {\displaystyle V_{N\setminus \{b_{i}\}}^{M\setminus \{t_{j}\}}}. Разница между этими двумя уровнями благосостояния и будет являться упущенной выгодой остальных игроков при условии, что игрок {\displaystyle b_{i}} получает товар {\displaystyle t_{j}} (игроки-конкуренты позволили ему выиграть). Эта величина зависит от заявок участников-конкурентов и не известна для участника {\displaystyle b_{i}}.
Значение функции полезности для победителя
Выигравший участник аукциона, чьей ставкой является его истинная ценность {\displaystyle A} товара {\displaystyle t_{j}}, {\displaystyle v_{i}(t_{j})=A,} получает максимум прибыли {\displaystyle A-\left(V_{N\setminus \{b_{i}\}}^{M}-V_{N\setminus \{b_{i}\}}^{M\setminus \{t_{j}\}}\right).}

## Примеры

### Пример #1
Пример с яблоками в разделе с примерами аукциона Викри.

### Пример #2
Предположим, что есть два игрока, {\displaystyle b_{1}} и {\displaystyle b_{2}}, и два товара, {\displaystyle t_{1}} и {\displaystyle t_{2}}, и каждый участник может получить только один товар. Пусть {\displaystyle v_{i,j}} это ценность товара {\displaystyle t_{j}} для игрока {\displaystyle b_{i}}. Положим {\displaystyle v_{1,1}=10}, {\displaystyle v_{1,2}=5}, {\displaystyle v_{2,1}=5}, и {\displaystyle v_{2,2}=3}. Видно, что оба игрока {\displaystyle b_{1}} и {\displaystyle b_{2}} предпочтут получить товар {\displaystyle t_{1}}; однако «социально оптимальная» схема проведения аукциона назначает товар {\displaystyle t_{1}} игроку {\displaystyle b_{1}} (так что его полученная ценность будет равна {\displaystyle 10}) и товар {\displaystyle t_{2}} игроку {\displaystyle b_{2}} (так что его полученная ценность будет равна {\displaystyle 3}). Таким образом, общая полученная ценность будет равна {\displaystyle 13}, что является оптимальным.
Если игрок {\displaystyle b_{2}} не принимает участие в аукционе, участник {\displaystyle b_{1}} всё равно получает товар {\displaystyle t_{1}}, то есть для него ничего не меняется. Текущая полученная ценность будет равна {\displaystyle 10}, следовательно с игрока {\displaystyle b_{2}} будет списано {\displaystyle 10-10=0}.
Если игрок {\displaystyle b_{1}} не принимает участие в аукционе, товар {\displaystyle t_{1}} достаётся игроку {\displaystyle b_{2}}, и имеет ценность {\displaystyle 5}. Текущая полученная ценность будет равна {\displaystyle 3}, следовательно с игрока {\displaystyle b_{1}} будет списано {\displaystyle 5-3=2}.

### Пример #3
Рассмотрим многотоварный аукцион. Пусть в аукционе участвует {\displaystyle n} участников, {\displaystyle n} домов, и ценности {\displaystyle {\tilde {v}}_{ij}} дома {\displaystyle j} для участника {\displaystyle i}.
Возможным результатом проведения аукциона в этом случае может являться паросочетание в двудольном графе, с помощью которого могут быть составлены пары домов с участниками аукционов.
Если мы знаем ценности, то максимизация общественного благосостояния ограничивается поиском паросочетания максимального веса в соответствующем двудольном графе.
Если мы не знаем ценностей, то вместо этого можно запросить ставки {\displaystyle {\tilde {b}}_{ij}}, которые готов заплатить участник {\displaystyle i} за дом {\displaystyle j}.
Обозначим {\displaystyle b_{i}(a)={\tilde {b}}_{ik}} если участник {\displaystyle i} получает дом {\displaystyle k} в паросочетании {\displaystyle a}. Теперь вычислим {\displaystyle a^{*}}, паросочетание максимального веса в двудольном графе в случае назначения в ставок в качестве весов и вычислим
{\displaystyle p_{i}=\left[\max _{a\in A}\sum _{j\neq i}b_{j}(a)\right]-\sum _{j\neq i}b_{j}(a^{*})}.
Первое слагаемое это другое паросочетание максимального веса в двудольном графе, а второе слагаемое может быть легко получено из {\displaystyle a^{*}}.

## Оптимальность стратегии правдивого раскрытия своих оценок ценности товара
Написанное в этом параграфе доказывает что назначение ставки равной вашей истинной оценки ценности оптимальна для вас.
Для каждого участника {\displaystyle b_{i}}, пусть {\displaystyle v_{i}} его истинная ценность товара {\displaystyle t_{i}}, допустим (без потери общности) что {\displaystyle b_{i}} получает {\displaystyle t_{i}} выставляя в качестве ставки свою истинную ценность товара. Тогда чистая прибыль {\displaystyle U_{i}} достигаемая участником {\displaystyle b_{i}} будет {\displaystyle U_{i}=v_{i}-\left(V_{N\setminus \{b_{i}\}}^{M}-V_{N\setminus \{b_{i}\}}^{M\setminus \{t_{i}\}}\right)=\sum _{i}v_{i}-\sum _{j\neq i}v_{j}+V_{N\setminus \{b_{i}\}}^{M\setminus \{t_{i}\}}-V_{N\setminus \{b_{i}\}}^{M}=\sum _{i}v_{i}-V_{N\setminus \{b_{i}\}}^{M\setminus \{t_{i}\}}+V_{N\setminus \{b_{i}\}}^{M\setminus \{t_{i}\}}-V_{N\setminus \{b_{i}\}}^{M}}{\displaystyle =\sum _{i}v_{i}-V_{N\setminus \{b_{i}\}}^{M}}. Так как {\displaystyle V_{N\setminus \{b_{i}\}}^{M}} не зависит от {\displaystyle v_{i}}, то максимизация чистой прибыли достигается согласно механизму аукциона при максимизации суммарного дохода {\displaystyle \sum _{i}v_{i}} для выставленной ставки {\displaystyle v_{i}}. Другими словами, механизм аукциона таким образом назначает платежи, что при достижении максимального дохода игрока достигается максимальное значение прибыли. И задача участника не манипулировать ставками, а выставить такую ставку, которая будет равна его истинной ценности товара. Это позволяет участникам исключить из задачи оптимизации своей прибыли функцию платежей.
Запишем разницу {\displaystyle U_{i}-U_{j}=\left[v_{i}+V_{N\setminus \{b_{i}\}}^{M\setminus \{t_{i}\}}\right]-\left[v_{j}+V_{N\setminus \{b_{i}\}}^{M\setminus \{t_{j}\}}\right]} между чистой прибылью {\displaystyle U_{i}} участника {\displaystyle b_{i}} выставляющего ставку равную его истинной ценности {\displaystyle v_{i}} полученного товара {\displaystyle t_{i}}, и чистую прибыль {\displaystyle U_{j}} участника {\displaystyle b_{i}} при неправдивой стратегии выставления ставки {\displaystyle v'_{i}} за товар {\displaystyle t_{i}} и получившим товар {\displaystyle t_{j}} с истинной ценностью {\displaystyle v_{j}}.
{\displaystyle \left[v_{j}+V_{N\setminus \{b_{i}\}}^{M\setminus \{t_{j}\}}\right]} это максимум общего дохода полученного в результате неправдивой стратегии выставления ставок. Но назначение товара {\displaystyle t_{j}} участнику {\displaystyle b_{i}} отличается от назначении товара {\displaystyle t_{i}} участнику {\displaystyle b_{i}} что доставляет максимум суммарному доходу. Следовательно {\displaystyle \left[v_{i}+V_{N\setminus \{b_{i}\}}^{M\setminus \{t_{i}\}}\right]-\left[v_{j}+V_{N\setminus \{b_{i}\}}^{M\setminus \{t_{j}\}}\right]\geq 0} и {\displaystyle U_{i}\geq U_{j}} ч.т.д.

## Использование в интернет-рекламе
VCG-аукцион используется для продажи рекламных мест на интернет-площадках.
В частности, эту модель аукциона используют Facebook, Google (в своей партнерской сети) и Яндекс (на странице результатов поиска). Другой популярной моделью продажи рекламных мест является аукцион обобщенной второй цены (generalized second-price auction).
Пусть в рекламном блоке {\displaystyle K} мест. За эти места конкурируют несколько рекламных объявлений. В модели, когда оплата осуществляется за клики (pay per click модель), важными параметрами конкурирующих объявлений являются их ставки за клики {\displaystyle {b_{i}}} и вероятности клика {\displaystyle {p_{i}}}
Ценность кандидата в этой модели задается функцией {\displaystyle V(b,p)=b\cdot p}.
Наилучшие по ценности {\displaystyle K} объявлений идут в показ.
Для {\displaystyle i}-го игрока имеем {\displaystyle V_{i}=V(b_{i},p_{i})=b_{i}\cdot p_{i}}.
Возможны более сложные варианты функции ценности {\displaystyle V}, важное требование к этой функции — монотонность относительно ставки {\displaystyle b}.
Правила VCG-аукциона для заданной функции ценности {\displaystyle V(b,p)} и {\displaystyle K} мест в рекламном блоке звучат следующим образом: нужно отобрать {\displaystyle K} объявлений максимальных по {\displaystyle V} и с {\displaystyle i}-го игрока взять за клик столько денег {\displaystyle c_{i}}, что ценность {\displaystyle V(c_{i},p_{i})} меньше ценности {\displaystyle V(b_{i},p_{i})} его исходной ставки ровно настолько, насколько упала бы суммарная ценность показанных игроков, если бы игрок {\displaystyle i} не участвовал в аукционе.
Рассмотрим случай, когда все позиции одинаково хороши, то есть вероятности клика объявлений не зависят от позиции.
Тогда для случая трех мест ({\displaystyle K=3}) для вычисления стоимости клика первого объявления {\displaystyle c_{1}} нужно решить уравнение:
{\displaystyle V(c_{1},p_{1})+V(b_{2},p_{2})+V(b_{3},p_{3})=V(b_{2},p_{2})+V(b_{3},p_{3})+V(b_{4},p_{4})}
Два слагаемых в этом уравнении сокращаются и получается:
{\displaystyle V(c_{1},p_{1})=V(b_{4},p_{4}).}
То есть для вычисления цены клика первого объявления нужно уменьшить его ставку настолько, чтобы его ценность уменьшилось до ценности первого непоказанного игрока (в данном случае — 4-го объявления).
{\displaystyle c_{1}=b_{4}\cdot p_{4}/p_{1}.}
Аналогичное утверждение верно и для 2-го и 3-го игроков:
{\displaystyle c_{2}=b_{4}\cdot p_{4}/p_{2}.}
{\displaystyle c_{3}=b_{4}\cdot p_{4}/p_{3}.}
Таким образом, если вероятности клика участвующих в аукционе объявлений равны (оценки CTR совпадают), и их ставки равны 10, 7, 5, 2, то в показ пойдут первые три, и все они будут платить 2 — цену 4-го объявления.
В случае, когда {\displaystyle K=1} аукцион VCG совпадает с аукционом второй цены.
В одном аукционе могут быть смешаны как игроки, которые готовы платить {\displaystyle b} рублей за клик (с ценностью {\displaystyle V=b\cdot p}), так и игроки, готовые платить {\displaystyle A} рублей за показ, тогда их ценность равны {\displaystyle V(A)=A}. Алгоритм вычисления амнистирования выставленной ставки за показ {\displaystyle A} получается из аналогичных формул.
Свойство правдивости назначения ставок (thruthfulness) VCG-аукциона в случае интернет-рекламы означает следующее: для решения задачи максимизации свой прибыли рекламодателю нужно ставить такую ставку, что в случае, если бы списываемая цена была равна в точности выставленной, рекламодатель получил бы нулевую прибыль от клика в среднем. Для случая, когда рекламодатель хочет получать прибыль с ROI выше некоторого заданного значения ему нужно ставить минимальную ставку, при которой достигается необходимый ему ROI. Как с ограничением так и без ограничения на ROI оптимальная ставка не зависит от ставок других игроков.
Когда у рекламодателя кроме ограничения на ROI есть фиксированный бюджет на рекламу в единицу времени и это ограничение не фиктивное, а регулярно достигаемое, то его алгоритм выставления оптимальной ставки (максимизирующей его прибыль) в VCG-аукционе уже не имеет простого описания.
Также алгоритм вычисления оптимальной ставки также сложен и зависит от ставок конкурентов, когда максимизируется не прибыль, а некая комбинация оборота и прибыли.

### Случай различной кликабельности мест
Рассмотрим случай, когда вероятности клика на объявление зависят от места.
Пусть для объявления {\displaystyle i} вероятность клика на местах 1, 2 , 3 равны соответственно {\displaystyle x_{1}\cdot p_{i}}, {\displaystyle x_{2}\cdot p_{i}}, {\displaystyle x_{3}\cdot p_{i}}, то есть есть множители {\displaystyle \{x_{1},x_{2},x_{3}\}} меньше 1, определяющие мультипликативный поправки к исходной вероятности клика. Назовем их кликабельностями позиций. Не теряя общности, рассмотрим случай, когда позиции расположены в порядке убывания кликабельности, то есть
{\displaystyle x_{1}\geq x_{2}\geq x_{3}}. Уравнение определения стоимости клика {\displaystyle c_{1}} первого объявления станет следующим:
{\displaystyle x_{1}\cdot V(c_{1},p_{1})+x_{2}\cdot V(b_{2},p_{2})+x_{3}\cdot V(b_{3},p_{3})=x_{1}\cdot V(b_{2},p_{2})+x_{2}\cdot V(b_{3},p_{3})+x_{3}\cdot V(b_{4},p_{4})}
Подставляя {\displaystyle V_{i}=V(b_{i},p_{i})=b_{i}\cdot p_{i}} получаем:
{\displaystyle c_{1}\cdot p_{1}=((x_{1}-x_{2})\cdot V_{2}+(x_{2}-x_{3})\cdot V_{3}+x_{3}\cdot V_{4})/x_{1}}
{\displaystyle c_{1}=((x_{1}-x_{2})\cdot b_{2}\cdot p_{2}+(x_{2}-x_{3})\cdot b_{3}\cdot p_{3}+x_{3}\cdot b_{4}\cdot p_{4})/(x_{1}\cdot p_{1})}
Таким образом ставка 1-го уменьшается ровно настолько, чтобы его ценность {\displaystyle V(c_{1},p_{1})} стала равна средне-взвешенному ценностей объявлений показанных ниже и одного невидимого объявления. Веса в этом усреднении определяются кликабельностью позиций.